# Thank You for Smoking
Thank You for Smoking è un film del 2005 diretto da Jason Reitman. Si tratta di una commedia narrata in prima persona dal protagonista Nick Naylor (Aaron Eckhart), un lobbista che si batte per la difesa del fumo e dei produttori di sigarette. Il film è tratto dall'omonimo romanzo di Christopher Buckley.

## Trama
Nick Naylor è un lobbista che mette la sua capacità oratoria al servizio della Big Tobacco. Il motivo è semplice e lo espone lui stesso durante un dialogo con il capitano: "Se ce la fai con il tabacco ce la farai in tutto". La dubbia moralità su cui si fonda la sua occupazione gli procura il disprezzo dei più, compresa l'ex-moglie, intenzionata a tenerlo quanto più lontano dal figlio Joey. D'altro canto i suoi migliori amici sono i membri della M.D.M. (Mercanti di morte): Polly, impiegata del Consiglio per la moderazione, bevitrice occasionale da quando aveva 14 anni e lobbista per l'industria dell'alcool, e Bobby J., impiegato della Safety, la società per la promozione delle armi da fuoco.
Durante un talkshow Nick si trova a dover fronteggiare la presidentessa delle madri contro il fumo adolescenziale, la presidentessa dell'associazione polmoni, l'assistente del dipartimento per la sanità, un ragazzo malato di cancro ai polmoni e un pubblico ovviamente non troppo amichevole; si tratta di una situazione delicata, ma Nick grazie alla sua parlantina ne esce miracolosamente illeso. Successivamente partecipa ad un incontro con gli alunni di una scuola elementare (la classe del figlio Joey), che si conclude con un invito a "verificare da soli" l'effettiva pericolosità delle sigarette.
Le cose si complicano dopo l'ennesima campagna anti-fumo del senatore Ortolan Finisterre, che promuove l'idea di far stampare un teschio su ogni pacchetto di sigarette e promette di presentare la proposta in Senato. Il CdA della Big Tobacco entra subito in allarme ed è lo stesso Nick Naylor a proporre l'idea di una collaborazione con il cinema: Hollywood ha associato al fumo le scene di maggior impatto dei suoi classici intramontabili, ora invece quando qualcuno fuma in un film o è uno psicopatico o è un sudamericano. L'intuizione piace al suo diretto superiore, che gli propone un incontro con il capitano, burattinaio della Big Tobacco. L'incontro si rivela proficuo e Nick riceve il compito di spostarsi a Hollywood per incontrare il produttore Jeff Megall. Prima di partire per Hollywood, Nick incontra la giornalista Heather Holloway, che sta scrivendo un articolo su di lui e che si fa invitare nel suo appartamento e nel suo letto.
Si apre quindi la parentesi hollywoodiana, cui prende parte anche il figlio Joey, sempre più interessato al lavoro del padre. Nick incontra Jeff Megall e si mette d'accordo con lui per la produzione di un film ambientato nel futuro, la cui scena madre non sia altro che un non troppo subliminale messaggio pubblicitario: Brad Pitt e Catherine Zeta-Jones che, dopo essersi "avventati sui loro corpi perfetti per la prima volta", fumano una sigaretta di una nuova marca, lanciata per l'occasione dalla Big Tobacco (la "settore 6"). L'avventura di Nick e Joey ad Hollywood si conclude con un'ennesima prova della capacità oratoria del protagonista: l'incontro con Lorne Lutch. L'ex-uomo-Marlboro, malato di cancro ai polmoni e intenzionato a testimoniare contro la società, viene abilmente convinto a desistere con una valigetta carica di una cifra imprecisata di denaro, che accetta solo dopo un'intensa conversazione con il lobbista, che sfodera le sue capacità oratorie per riuscire nell'intento.
Nick è pronto a tornare a casa, dove lo aspetta il senatore Finisterre per un dibattito televisivo, durante il quale il protagonista viene minacciato di morte da un anonimo terrorista che gli promette vendetta per tutte le vittime innocenti del suo traffico spregiudicato. Mentre continuano le visite dell'affascinante Heather Holloway nel letto di Nick, lui viene effettivamente rapito da un manipolo di uomini all'uscita da un incontro della M.D.M. Nick viene spogliato e coperto dalla testa ai piedi di cerotti contro il fumo, assorbendo nicotina in enorme quantità e risvegliandosi in ospedale, salvo solo per miracolo grazie alla sua storia di accanito fumatore. Questa vicenda offre all'abile manipolatore un'occasione unica, che l'uomo è pronto a sfruttare in tutto il suo potenziale, ma che viene annullata da un fulmine a ciel sereno: l'articolo di Heather.
La giornalista pubblica tutte le informazioni ottenute durante i suoi "convegni d'amore" con Nick con una tale precisione che BR lo licenzia senza alcuna esitazione. Contemporaneamente il capitano muore in seguito ad un attacco cardiaco e Nick non ha a chi appellarsi dopo la decisione di BR, così si trova a casa senza un lavoro e messosi in cattiva luce persino con gli amici della M.D.M. Solo il figlio Joey continua a credere in lui, così Naylor racconta alla stampa della sua relazione con Holloway e promette di cancellare i nomi di tutti quelli menzionati nel suo articolo.  Si presenta quindi davanti alla commissione del Senato, ammettendo i pericoli del fumo ma sostenendo che la consapevolezza pubblica è già abbastanza alta senza ulteriori avvertimenti.  Sottolinea la scelta e la responsabilità del consumatore e afferma che se le aziende produttrici di tabacco sono colpevoli di morti legate al tabacco, allora forse lo stato del Vermont di Finistirre, in quanto importante produttore di formaggio, è altrettanto colpevole di morti legate al colesterolo.
Sebbene BR offra di nuovo a Naylor il suo vecchio lavoro, Naylor lo rifiuta poiché Big Tobacco sta risolvendo i reclami di responsabilità.  Dice anche che Heather è stata umiliata per essere stata licenziata dal giornale per il suo articolo ed è stata ridotta a un reporter cucciolo che si occupa del tempo su una stazione di notizie locale.  Naylor sostiene il ritrovato interesse di suo figlio per il dibattito e apre una società di lobbying privata.  La squadra MOD continua a incontrare nuovi membri che rappresentano le industrie di fast food, petrolio e rischio biologico.  Ora Naylor gestisce un'agenzia chiamata Naylor Strategic Relations e consulta i rappresentanti dell'industria dei cellulari preoccupati per le affermazioni secondo cui i cellulari causano il cancro al cervello, racconta: "Michael Jordan gioca a pallone. Charles Manson uccide le persone. Io parlo. Tutti hanno un talento".

## Colonna sonora
Il 14 aprile 2006 è stata pubblicata per la Lakeshore Records Thank You for Smoking Soundtrack - Original Motion Picture Soundtrack, colonna sonora del film che si avvale di diversi artisti, trasversali a più generi musicali.

## Tracce
1. Smoke, Smoke, Smoke That Cigarette - Tex Williams
2. Smoke Rings - The Mills Brothers
3. Greenback Dollar - The Kingston Trio
4. Little Organ Fugue - The Swingle Singers
5. Smoke Gets in Your Eyes - The Platters
6. Three Cigarettes in an Ashtray - Patsy Cline
7. Cigarettes & Whiskey - Ramblin' Jack Elliott
8. Cigarettes and Coffee - Otis Redding
9. Another Puff - Jerry Reed
10. Intro & Tobacco One - Rolfe Kent
11. Donate It & Sex Back in Cigarettes - Rolfe Kent
12. Joey & Drums of Doom - Rolfe Kent
13. Spanish Epilogue Revisited - Rolfe Kent

## Riconoscimenti
- 2007 - Golden Globe
  - Nomination Miglior film commedia o musicale
  - Nomination Migliore attore in un film commedia o musicale ad Aaron Eckhart
- 2006 - National Board of Review of Motion Pictures Awards
  - Miglior regista esordiente a Jason Reitman
- 2007 - Independent Spirit Awards
  - Miglior sceneggiatura a Jason Reitman
  - Nomination Miglior attore protagonista ad Aaron Eckhart